# Sporskifte (film)
|  | Denne artikel er oprettet af botten Steenthbot ud fra en ekstern database. Den kan derfor have sproglige fejl eller mangler. Denne skabelon kan fjernes efter kontrol af indholdet. |

 For alternative betydninger, se Sporskifte (flertydig). (Se også artikler, som begynder med Sporskifte)
Sporskifte er en dansk kortfilm fra 2016 instrueret af Kim Magnusson og Gordon Kennedy.

## Medvirkende
- Mille Dinesen, Signe
- Gordon Kennedy, Torlund
- Thomas Magnussen, Jenner
- Caspar Phillipson, Billetkontrollør